# Garabet Amira Balyan
Garabet Amira Balyan (en arménien : Կարապետ Պալեան), né en 1800 à Constantinople et mort en 1866, est un architecte arménien ottoman qui élabora un nombre important de bâtiments officiels à Constantinople dont le Palais de Dolmabahçe, qu'il conçut avec son fils Nigoğayos, et le Palais de Beylerbeyi, pensé avec son autre fils Sarkis.

## Biographie
Garabet Amira Balyan naît à Constantinople en 1800. À la mort de son père Krikor Balyan, il est encore très jeune et n'a pas encore l'expérience nécessaire pour succéder à la position de ce dernier. Il sert ainsi son oncle Mason Ohannes Serveryan.
Garabet se met ensuite au service du sultan Mahmoud II, qui fait de lui l'architecte impérial en 1831.
Il sert aussi les sultans Abdülmecid Ier puis Abdülaziz, dont il conçoit les plans de nombreux édifices, majoritairement à Istanbul. Sa conception la plus connue est le palais de Dolmabahçe, qu'il planifie en collaboration avec son fils Nigoğayos. Son autre principal travail est le palais de Beylerbeyi, édifié conjointement avec son fils Sarkis.
Outre son activité architecturale, Garabet Balyan fut aussi très impliqué dans les problématiques administratives et éducatives de la communauté arménienne. Il réalisa également des travaux de recherche sur l'architecture arménienne.
Ses quatre fils, Nigoğayos, Sarkis, Hago et Simon, lui succèdent à sa mort par arrêt cardiaque alors qu'il s'entretenait avec des amis le 15 novembre 1866.

### Vie familiale
Garabet a eu treize enfants : six garçons et cinq filles de sa première femme Nazemi ; et un garçon et une fille de sa seconde femme Maritsa.

## Réalisations
Les principaux travaux de Garabet incluent :
- Le palais de Dolmabahçe, en collaboration avec son fils Nigoğayos Balyan (1843-1856).
- Le nouveau Palais Çırağan.
- La mosquée d'Ortaköy, en collaboration avec son fils Nigoğayos Balyan (1854-1856).
- La Tour de l'Horloge de Nusretiye (1848).
- Les palais Fındıklı Cemile et Münire, aujourd'hui l'Université Mimar Sinan.
- L'église arménienne Surp Yerrortutyun de Beyoğlu.

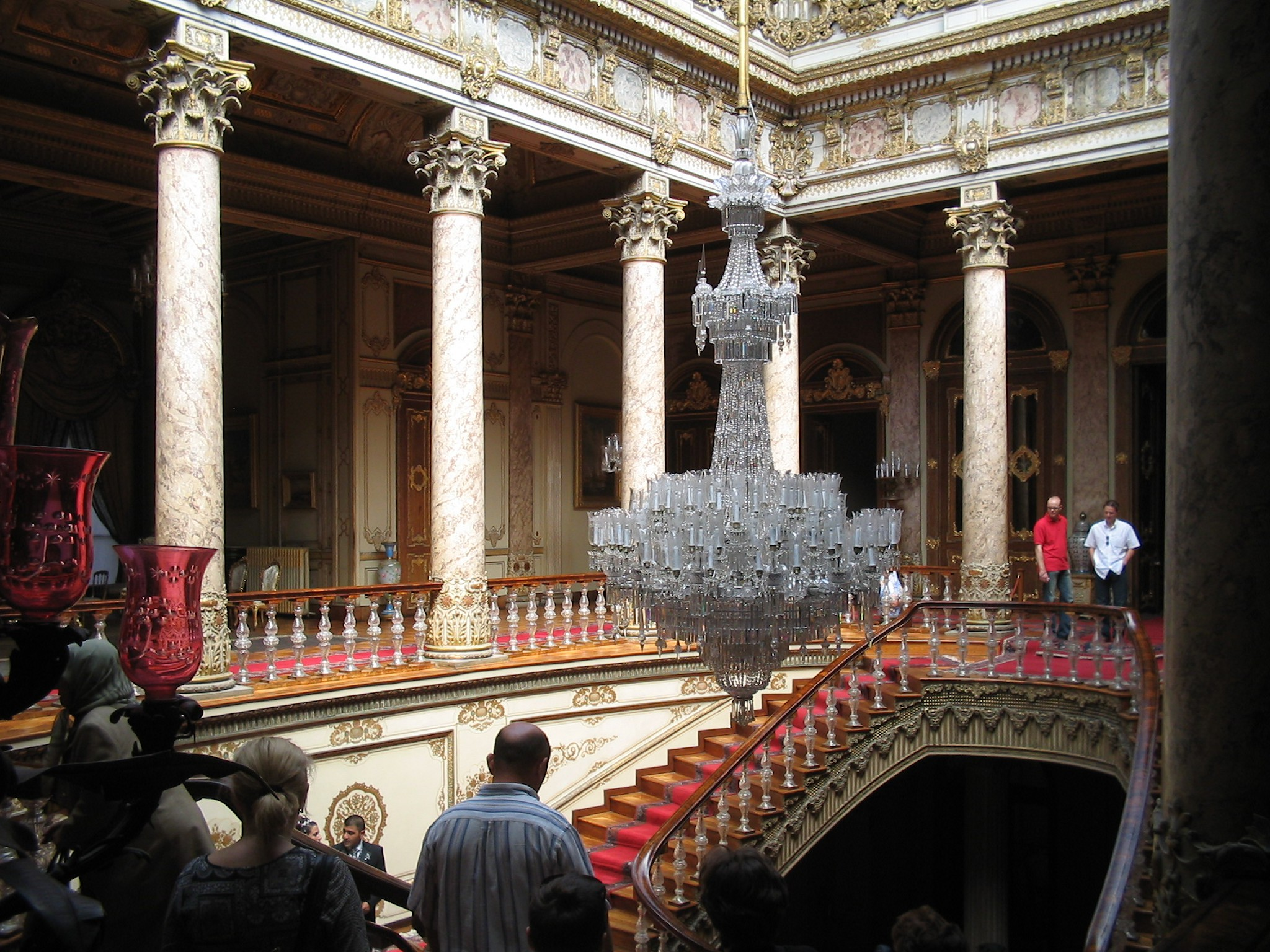
Le palais de Dolmabahçe, vue intérieure.
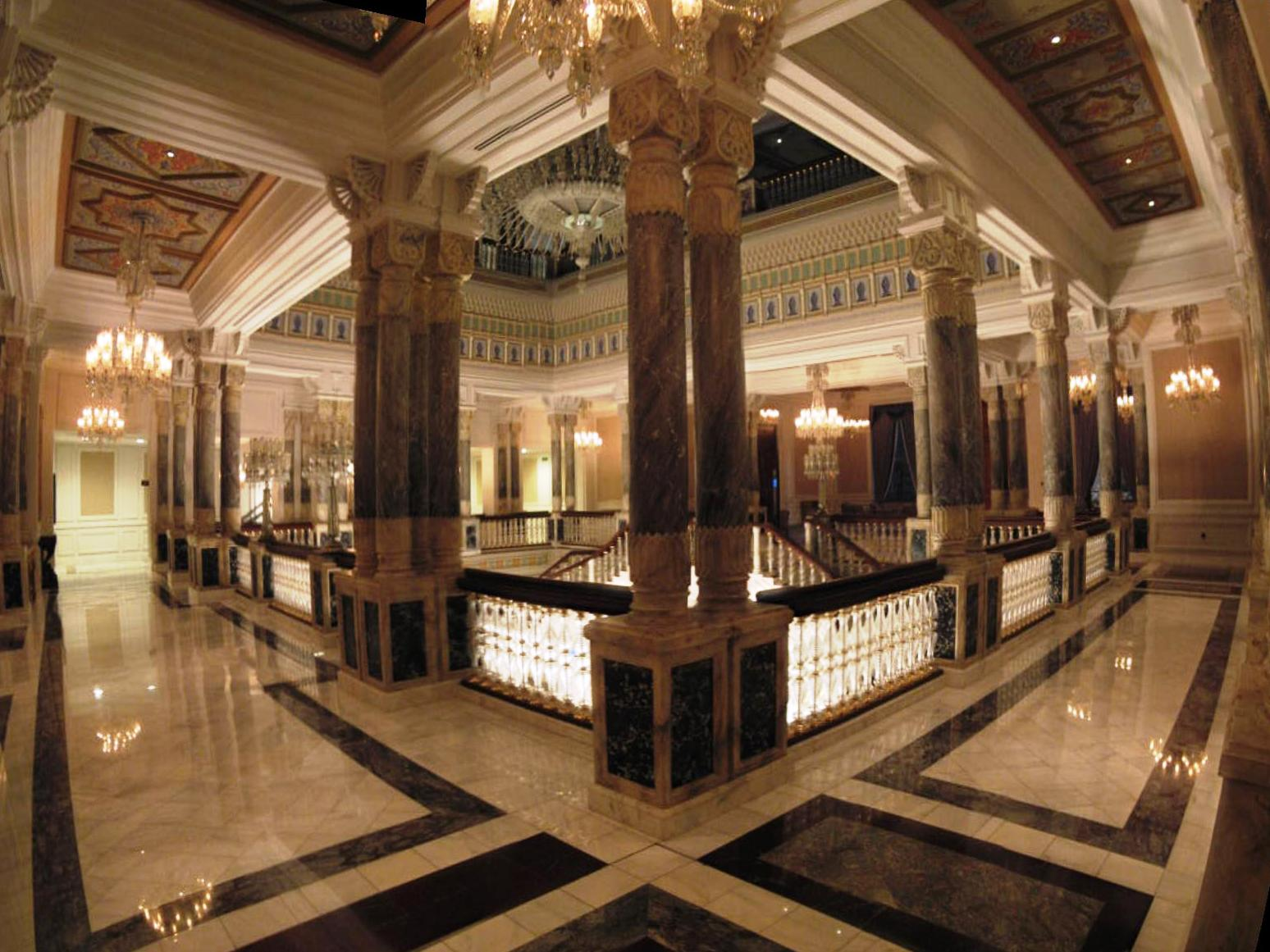
Le palais Çırağan, vue intérieure.
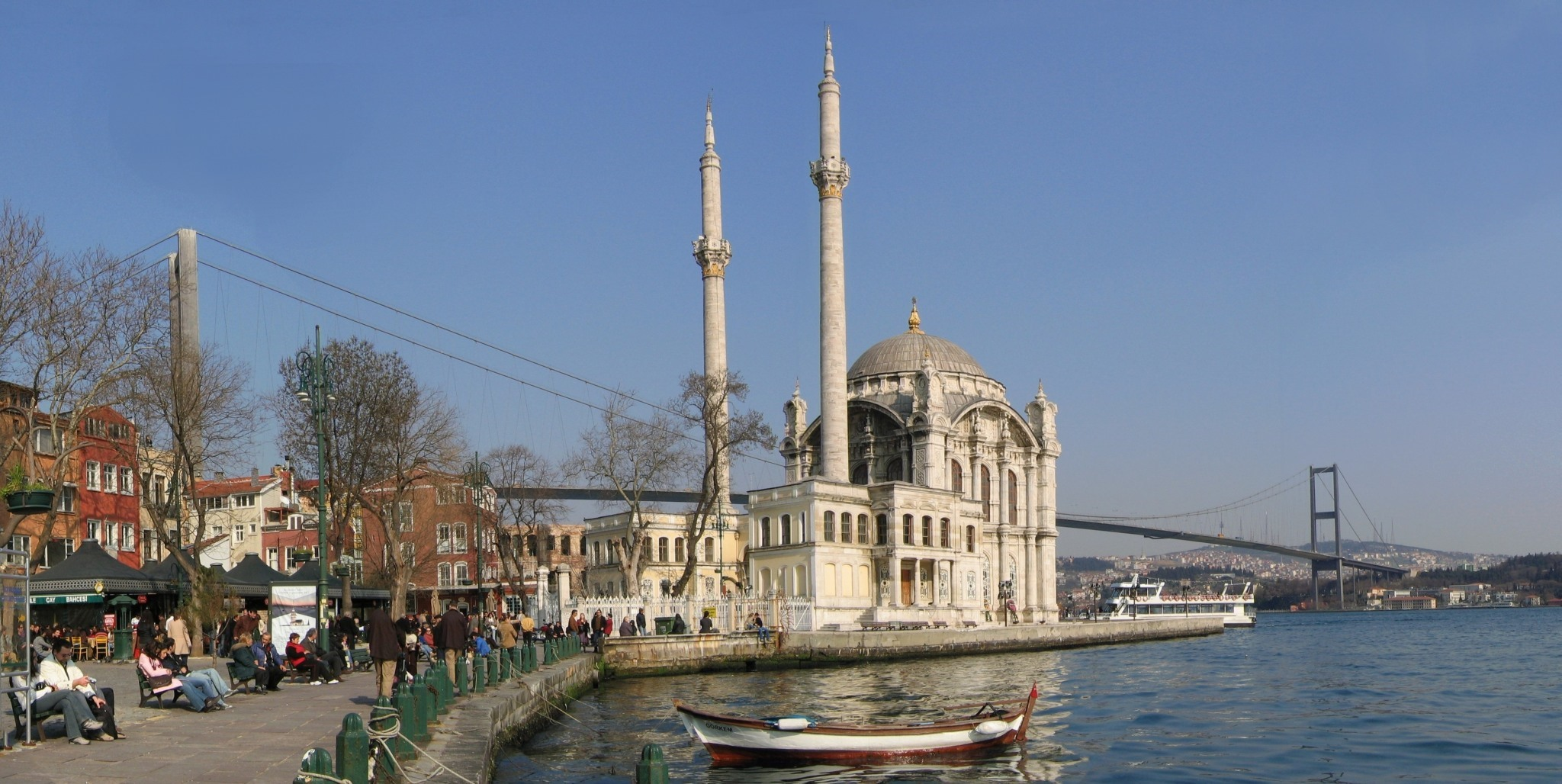
La mosquée Ortaköy.
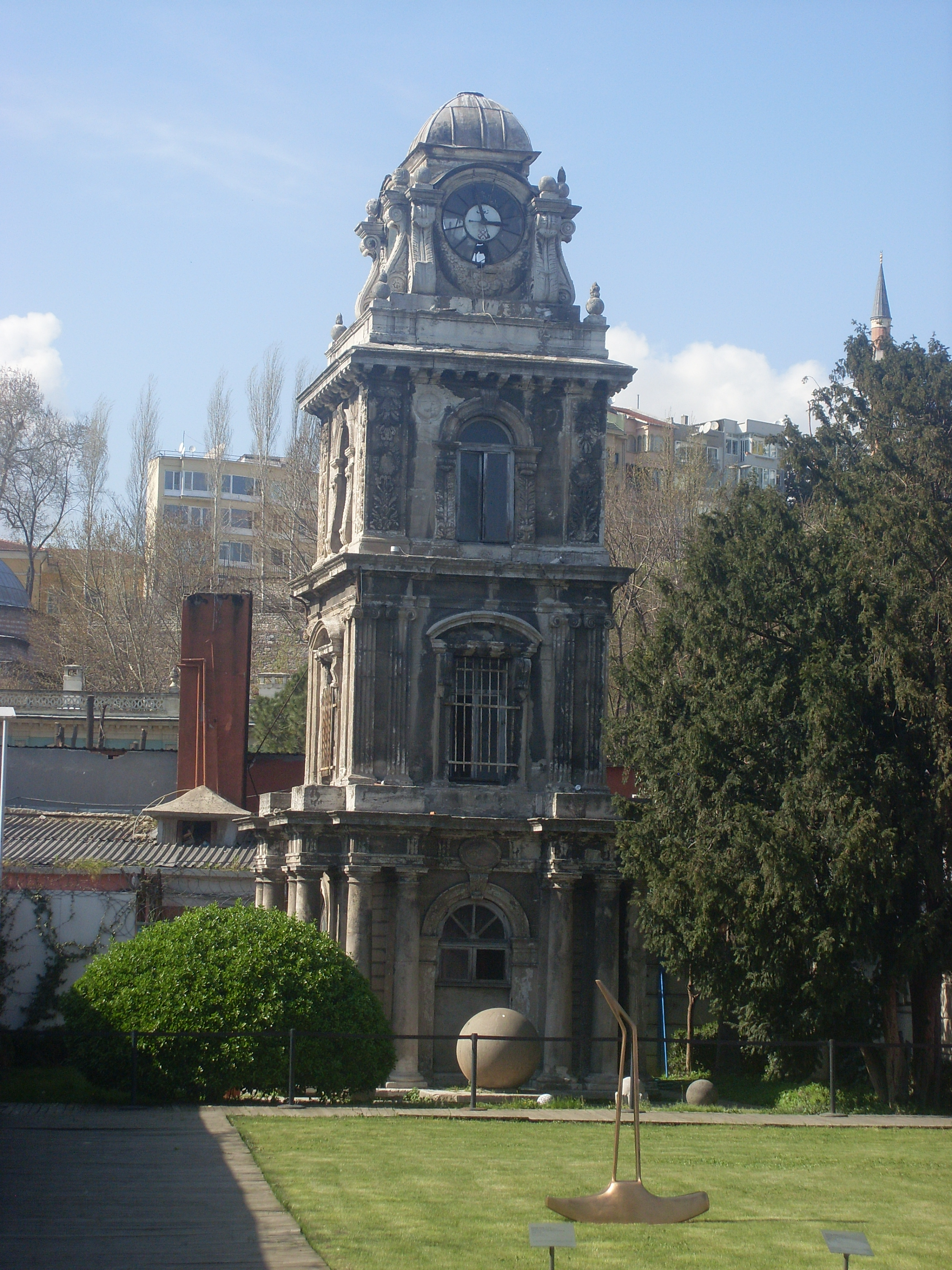
La Tour de l'Horloge de Nusretiye.